# Agostino Mascardi

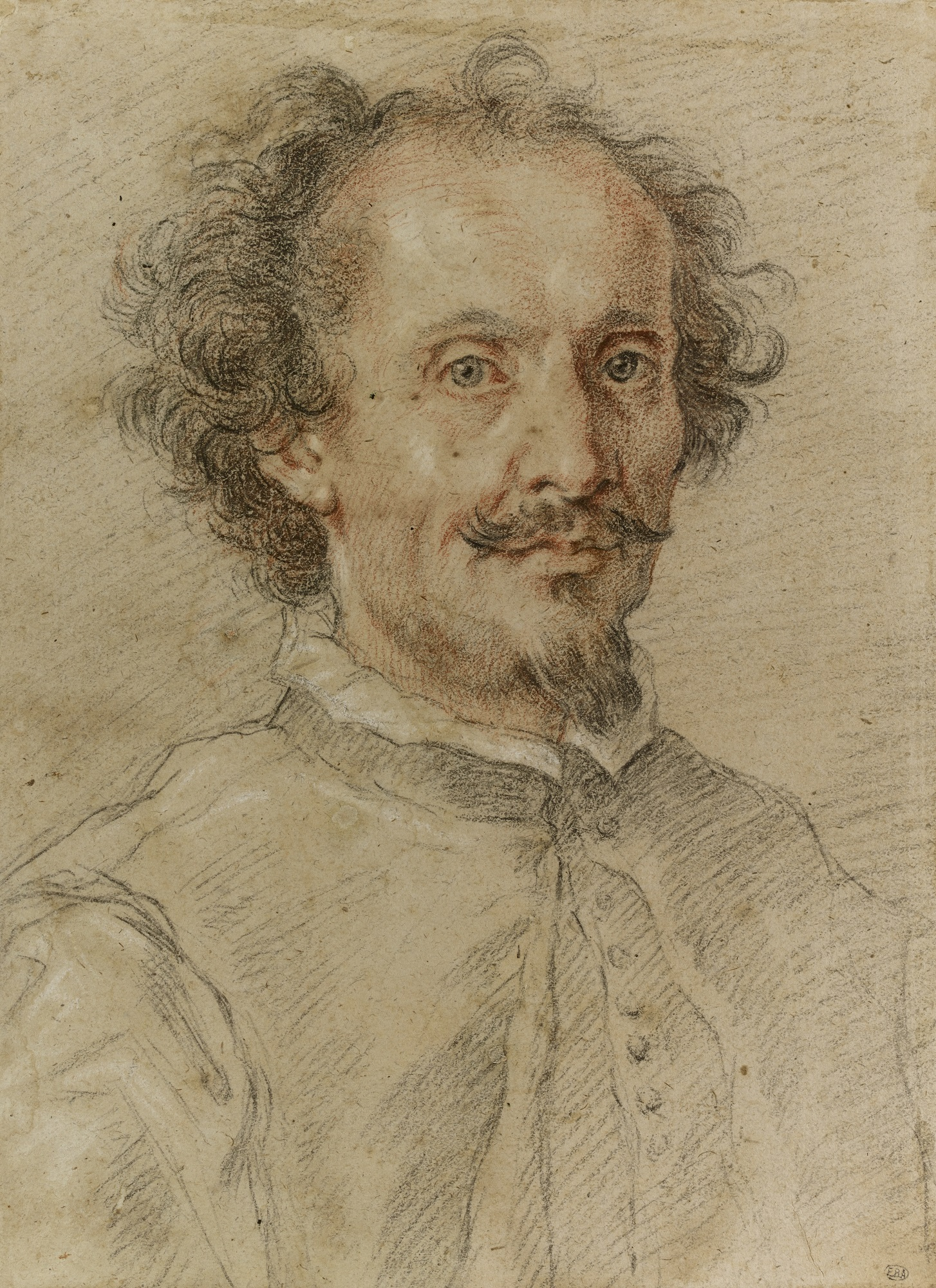
Gian Lorenzo Bernini: Porträt von Agostino Mascardi. École nationale supérieure des beaux-arts, Paris

Agostino Mascardi (* 2. September 1590 in Sarzana; † 1640 ebenda) war ein italienischer Professor der Rhetorik, Schriftsteller und berühmter Redner seiner Zeit. Mascardi war Gabriel Naudé zufolge einer der brillantesten römischen Schriftsteller seiner Zeit.

## Leben
Mascardi wurde in Sarzana in Ligurien geboren, studierte in Rom und wurde zum Jesuiten ordiniert, aber 1617 aus dem Orden ausgeschlossen. Laut Mascardi war „der Hauptgrund für dieses Unglück meine Anstellung beim Haus Este“, seinem Jesuiten Vorgesetzte sahen dies als Zeichen dafür, dass Mascardi beschlossen hatte, seine persönlichen Ambitionen über die Interessen des Jesuitenordens zu stellen.
Seine fruchtbare Karriere setzte sich jedoch mit einem Abschluss in Jurisprudenz und mehreren Posten als Sekretär wichtiger politischer und religiöser Persönlichkeiten fort, darunter die Kardinäle Alessandro d’Este und Moritz von Savoyen. Mascardis Schriften erregten die Aufmerksamkeit von Papst Urban VIII., der ihn zum Kammerherrn ernannte und ihm 1628 die Position eines Professors für Rhetorik an der Universität La Sapienza verlieh.
Er war Mitglied und später Rektor der Accademia degli Umoristi und Sopraintendente der Accademia dei Desiosi, die 1625 von Prinz Moritz von Savoyen zusammengestellt und 1626 offiziell gegründet wurde und die zu einem der intellektuell lebhaftesten Veranstaltungsorte im Rom des frühen siebzehnten Jahrhunderts wurde.
1640, vier Jahre nach der Veröffentlichung seines Meisterwerks „Dell’arte historica“, beschloss Mascardi, Rom zu verlassen und in seine Heimat Ligurien zurückzukehren. Alt und krank starb er kurz nach seiner Ankunft dort.
Gian Lorenzo Bernini realisierte zwei Porträts von Mascardi. Eines ist ein heute verschollenes Gemälde, das einst Cassiano Dal Pozzo gehörte. Das andere ist eine Zeichnung von 1630, bekannt durch eine andere, die in Paris in der École des Beaux-Arts aufbewahrt wird.

## Wirken
Agostino Mascardi erlangte durch 14 Schriften hohen Ruf, am meisten aber durch die „Trattati cinque dell’arte istorica“. Sein an Einsichten reiches Buch erörterte die historische Methode in streng rhetorischer Perspektive. Mascardi schrieb dieses Werk ursprünglich in der Absicht, sich selbst klarzumachen, welche Voraussetzungen der Autor einer guten historischen Darstellung besitzen müsse. Er wollte Guicciardinis „Storia d'Italia“ fortsetzen, hinterließ aber davon nur kleine Bruchstücke. Seine Abhandlung von 1636 enthält kaum etwas, das nicht auch schon in der humanistischen Historia-Traktatliteratur des 16. Jahrhunderts vorgebracht worden wäre. Originell und epochemachend dagegen ist ein eingefügter längerer Exkurs über den Stilbegriff und in Zusammenhang mit seiner Definition dieses Terminus seine Theorie der Individualität.
Mascardi geht dabei von einer Bemerkung Ciceros, die die Unterschiede zwischen antiken Bildhauern und Malern betrifft, aus – Unterschiede, die sich ergeben, obwohl sie einander ebenbürtig waren und sie dieselben Regeln bei der Gestaltung ihrer Werke befolgten. Dass Mascardi sich auf Beispiele aus der Malerei beschränkt, mag damit zusammenhängen, dass ihm dieser Zweig der bildenden Künste vertrauter war als die Bildhauerei. Als ebenbürtige Meister in ihrem Handwerk nennt er aus dem 16. Jahrhundert Raffael, Correggio, Parmigianino und Tizian, aus seiner unmittelbaren Gegenwart unter anderen Guido Reni und Pietro da Cortona. Die meisten Leute, bemerkt er, glaubten, diese Großen unterschieden sich bei gleichem Rang nur durch ihre Farbgebung. Der Sachverständige aber müsse erkennen, dass das Kolorit der Bilder ein und desselben Meisters variiere, ohne dass seine „maniere particolare“ ändert. Somit entspreche diese jedem Maler eigentümliche „maniera“ dem „stile“ eines Autors.
Nach diesem Exkurs nimmt Mascardi noch zu einer Frage Stellung, die in das Problem der Nachahmung eines Stiles hinübergreift. Hätte er die Frage selbst formuliert, so würde sie etwa folgendermaßen gelautet haben: „Muß ein Autor einen seinem Wesen entsprechenden Stil schreiben, oder kann er sich den eines Anderen aneignen?“ Dass Mascardi dieses Problem vor Augen gestanden haben muss, geht aus der dritten seiner zusammenfassenden Feststellungen hervor. Es sei töricht, meint er, jemanden zu fragen, welchen Stil er schreibe, „perchè non può in altro stile comporre che nel suo proprio, dettatogli dall'ingegno...“. Beim Nachahmen gelange man daher nur bis zu einer gewissen Ähnlichkeit (qualche somiglianza). Mascardi bezeichnet die „imitazione“ nicht ausdrücklich als sinnlos, aber unausgesprochen liegt dieser Gedanke in seiner Erklärung individueller Stileigentümlichkeiten. Inwiefern er in dieser Hinsicht etwas Neues bietet, lässt sich am besten durch einen Vergleich mit Montaigne zeigen, der ein halbes Jahrhundert vor Mascardi Betrachtungen über seinen eigenen Stil und den Stil überhaupt angestellt hatte. Er bemerkt: „Le parler que j'ayme, c'est un parler simple et naif, tel sur le papier qu'à la bouche“. An einer anderen Stelle heißt es: „J'ay un stile comique et privé“, womit er das Stilniveau der Alltagssprache meint. Beide Äußerungen betreffen einen inneren Zusammenhang zwischen seinem Wesen und einer einzigen Stilebene. Mascardi dagegen geht weiter und behauptet, dass das singuläre „ingenio“ sich in allen „caratteri di dire“, die ein und derselbe Autor nach Belieben wählt, ausdrückt. Seine Ansicht scheint dem mehr als ein Jahrhundert späteren Gedanken Buffons nahe zu kommen : „le style est l'homme même“.
Mascardi war auch der Autor der berühmten Congiura del conte Giovanni Luigi de’ Fieschi (1629).

## Werke

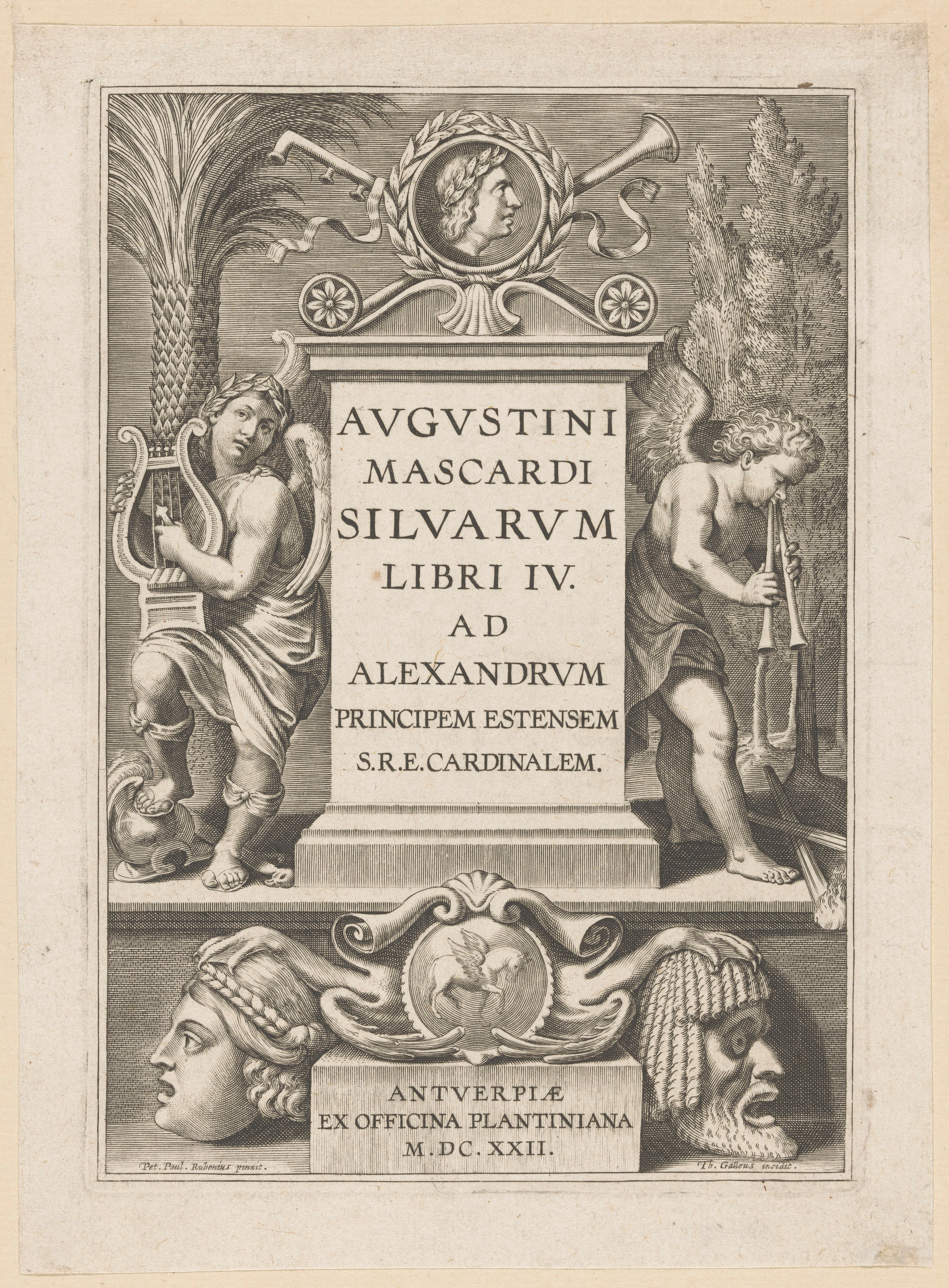
Titelblatt für: A. Mascardi, Silvarium libri IV. Antwerpen, ex officina Plantiniana, 1622. Kupferstich von Theodor Galle nach Peter Paul Rubens

- Diss. de affectibus eorumque characteribus, item prolusiones Ethicae. Paris 1639.
- Dell'arte historica trattati cinque. Roma 1636 (676 S.).
- La congiura del Conte Gio. Luigi de Fieschi. In Venetia 1637.
- Silvarum libri IV, ad Alexandrum principem Estensem, S.R.E. Cardinalem. ex offic. Platin., Antwerp 1622 (204 S., google.it).
- Cebetis Tabulae. Vened. 1627 (italienisch übersetzt).